# Мацумото Ацусі
Мацумото Ацусі (яп. 松本篤史; нар. 24 березня 1988) — японський борець вільного та греко-римського стилів, бронзовий призер чемпіонату світу, срібний та бронзовий призер чемпіонатів Азії з вільної боротьби, бронзовий призер чемпіонату Азії з греко-римської боротьби.

## Життєпис
Боротьбою почав займатися з 2001 року. У 2005 році став чемпіоном Азії серед кадетів.
Виступає за борцівський клуб ALSOK, Токіо. Тренер — Масанорі Охасі.

## Спортивні результати на міжнародних змаганнях

### Виступи на чемпіонатах світу
| Змагання                        | Збірна | Вагова категорія                 | Місце  |
| ------------------------------- | ------ | -------------------------------- | ------ |
| Чемпіонат світу з боротьби 2010 | Японія | вільна боротьба, до 84 кг        | 11     |
| Чемпіонат світу з боротьби 2014 | Японія | вільна боротьба, до 86 кг        | 11     |
| Чемпіонат світу з боротьби 2015 | Японія | вільна боротьба, до 86 кг        | 14     |
| Чемпіонат світу з боротьби 2017 | Японія | греко-римська боротьба, до 85 кг | 15     |
| Чемпіонат світу з боротьби 2018 | Японія | вільна боротьба, до 92 кг        | Бронза |

### Виступи на чемпіонатах Азії
| Змагання                       | Збірна | Вагова категорія                 | Місце  |
| ------------------------------ | ------ | -------------------------------- | ------ |
| Чемпіонат Азії з боротьби 2009 | Японія | вільна боротьба, до 84 кг        | 8      |
| Чемпіонат Азії з боротьби 2014 | Японія | вільна боротьба, до 86 кг        | 7      |
| Чемпіонат Азії з боротьби 2015 | Японія | вільна боротьба, до 86 кг        | Срібло |
| Чемпіонат Азії з боротьби 2017 | Японія | греко-римська боротьба, до 85 кг | Срібло |
| Чемпіонат Азії з боротьби 2019 | Японія | вільна боротьба, до 92 кг        | Бронза |

### Виступи на Азійських іграх
| Змагання           | Збірна | Вагова категорія          | Місце |
| ------------------ | ------ | ------------------------- | ----- |
| Азійські ігри 2010 | Японія | вільна боротьба, до 84 кг | 8     |

### Виступи на Кубках світу
| Змагання                    | Збірна | Вагова категорія          | Місце |
| --------------------------- | ------ | ------------------------- | ----- |
| Кубок світу з боротьби 2012 | Японія | вільна боротьба, до 84 кг | 5     |
| Кубок світу з боротьби 2014 | Японія | вільна боротьба, до 86 кг | 8     |
| Кубок світу з боротьби 2019 | Японія | команда                   | 4     |

### Виступи на інших змаганнях
| Змагання                                                      | Збірна | Вагова категорія                 | Місце  |
| ------------------------------------------------------------- | ------ | -------------------------------- | ------ |
| Міжнародний меморіал Дейва Шульца 2009                        | Японія | вільна боротьба, до 84 кг        | 4      |
| Чемпіонат світу з боротьби серед студентів 2010               | Японія | вільна боротьба, до 84 кг        | 9      |
| Міжнародний меморіал Дейва Шульца 2011                        | Японія | вільна боротьба, до 84 кг        | Бронза |
| Олімпійський кваліфікаційний турнір з боротьби 2012 (Астана)  | Японія | вільна боротьба, до 84 кг        | Бронза |
| Олімпійський кваліфікаційний турнір з боротьби 2012 (Тайюань) | Японія | вільна боротьба, до 84 кг        | 12     |
| Міжнародний меморіал Дейва Шульца 2013                        | Японія | вільна боротьба, до 84 кг        | Бронза |
| Гран-прі «Іван Яригін» 2014                                   | Японія | вільна боротьба, до 86 кг        | 20     |
| Меморіал Вацлава Циолковського 2014                           | Японія | вільна боротьба, до 86 кг        | 10     |
| Кубок Президента Бурятської Республіки з боротьби 2015        | Японія | вільна боротьба, до 86 кг        | Золото |
| Відкритий кубок Монголії з боротьби 2015                      | Японія | вільна боротьба, до 86 кг        | Золото |
| Гран-прі Загреба з боротьби 2017                              | Японія | греко-римська боротьба, до 85 кг | 10     |
| Всеяпонський відкритий чемпіонат з боротьби 2018              | Японія | вільна боротьба, до 92 кг        | Золото |
| Чемпіонат Японії з боротьби 2018                              | Японія | вільна боротьба, до 92 кг        | Золото |

### Виступи на змаганнях молодших вікових груп
| Змагання                                      | Збірна | Вагова категорія          | Місце  |
| --------------------------------------------- | ------ | ------------------------- | ------ |
| Чемпіонат Азії з боротьби серед кадетів 2005  | Японія | вільна боротьба, до 69 кг | Золото |
| Чемпіонат світу з боротьби серед юніорів 2007 | Японія | вільна боротьба, до 84 кг | 5      |
| Чемпіонат світу з боротьби серед юніорів 2008 | Японія | вільна боротьба, до 84 кг | 17     |